# Theophrastos von Eresos

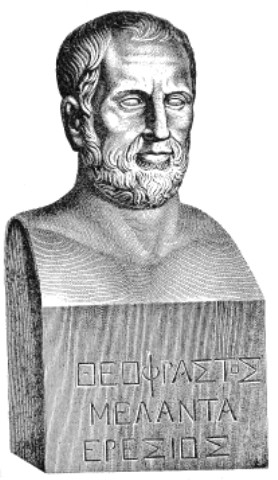
Büste des Theophrastos in der Villa Albani (neuzeitlicher Stich)

Theophrastos von Eresos (griechisch Θεόφραστος Theóphrastos; * um 371 v. Chr. zu Eresos auf der Insel Lesbos; † um 287 v. Chr. in Athen), deutsch auch Theophrast, war ein griechischer Philosoph und Naturforscher. Er war ein bedeutender Schüler des Aristoteles und als dessen Nachfolger Leiter der peripatetischen Schule.

## Leben
Theophrast war zunächst Mitglied in Platons Akademie, bevor er Aristoteles in den von jenem gegründeten Peripatos folgte. Nach Strabon hieß er ursprünglich Tyrtamos und erhielt von Aristoteles den Namen Theophrastos. Theophrast war der wichtigste Schüler und hatte nach der Übernahme des Scholarchats (Schulleiterschaft) nach Aristoteles’ Tod 322 bis zu 2000 Schüler.
Theophrast ist der Verfasser von etwa 200 Schriften dialektischen, metaphysischen, moralischen und physikalischen Inhalts und zur Logik, von denen einige naturhistorische, insbesondere biologische, mineralogische und philosophische sind und zum Teil Fragmente aus größeren Werken enthalten. Seine historische Schrift über die Lehrmeinungen der vorsokratischen Naturphilosophen, Meinungen der Physiker, ist verloren.
Theophrast wurde 85 Jahre alt und ist nach einem – wohl ironisch gemeinten – Bericht des Diogenes Laertios an „nachlassendem Arbeitseifer“ gestorben.
Wie ein antiker Grenzstein belegt, erhielt Theophrast von seinem Schüler Demetrios von Phaleron ein Gartengelände, das heute Teil des Nationalgartens in Athen ist. In diesem Garten befanden sich auch ein Heiligtum und eine Bibliothek.

## Lehre

### Philosophie
Theophrast entwickelte weniger eine eigene Philosophie, als dass er die Teleologie von Aristoteles kritisch übernahm. Während Aristoteles noch die causa finalis als erste Ursache (prima causa) betrachtete, lässt sich bei Theophrast in der Metaphysik beobachten, dass bei ihm eine Verschiebung hin zur causa efficiens stattfindet. Der Hauptunterschied zur Ontologie von Aristoteles (und von derjenigen Platons) liegt darin, dass nicht zweckmäßige, aber dennoch regelmäßige Naturphänomene, zum Beispiel Brustwarzen bei männlichen Lebewesen, als durch die causa efficiens verursacht angenommen werden. Insgesamt ergibt sich durch die überlieferten Schriften das Bild einer viel gemäßigteren Teleologie, wobei die Schrift über Müdigkeit (peri kopon) sogar mechanistisch anmutet. Theophrasts Hinwendung zu einem Kausalitätsverständnis, das dem modernen mehr als dem aristotelischen ähnelt, erklärt, warum es einerseits zur Übernahme einer stärker materialistischen Mentalität bei den Epikureern, andererseits zur Ablehnung bei den Stoikern, die auf Heraklit Bezug nahmen, gekommen ist.

### Botanik
Theophrastos gilt als der erste Gelehrte, der sich ernsthaft mit Baum- und Holzkunde beschäftigt hat. Geschichtlicher Hintergrund war zu seiner Zeit ein akuter Holzmangel in Athen, nachdem Alexander der Große die Ausfuhr starker Hölzer aus Makedonien verboten hatte. Dadurch hatte die Regierung in Athen nicht mehr genügend Schiffbauholz für den Ausbau ihrer Flotte zur Verfügung, was sie schließlich die Herrschaft über die Seehandelswege der Ägäis kostete.
In seiner Naturgeschichte der Gewächse behandelt Theophrast – gestützt allerdings weniger auf eigene Untersuchungen, sondern mehr auf Berichte von Landwirten, Reisenden, Holzhauern und Kohlenbrennern – vor allem Fragen der Holztechnologie und der Holznutzung, aber auch die Standortkunde. So berichtet er von Harpalos, der während seiner Zeit als Statthalter Alexanders des Großen in Babylon vergebens versucht hatte, dort griechische Gehölze anzubauen. Aus diesem gescheiterten Unterfangen schließt Theophrast:

„Daß aber jedes Gewächs seinen eigenen Boden liebt und seine eigene Luftmischung, ist daraus klar (…), dass es Gewächse gibt, die an verschiedenen Orten entweder gar nicht fortkommen, oder, wenn sie gepflanzt werden, nicht fortwachsen, keine Früchte tragen und im ganzen schlecht geraten (…) Alle aber werden schöner und stärker, wenn sie auf ihrem eigentümlichen Boden wachsen. Auch die wild wachsenden [Bäume] haben jeder seinen angemessenen Standort, wie auch die zahmen.“

Theophrastos erkannte auch schon einige der Grundregeln des Waldbaus. So schrieb er über die Auswirkungen der Bestandsdichte:

„Die gedrängt stehenden [Bäume] wachsen und breiten sich viel mehr in die Länge aus; daher sind sie ohne Knoten, gerade und schlank, und es werden die schönsten Ruder daraus gemacht. Die einzeln stehenden wachsen mehr in die Breite und Dicke; daher sind sie knorriger, knotiger und im Ganzen fester, als die, welche gedrängt wachsen.“

Der Forsthistoriker Walter Kremser bezeichnet Theophrast, der auch als „Begründer der Morphologie“ gilt, daher nicht nur als den Begründer der Dendrologie, sondern auch als den ersten Forstwissenschaftler überhaupt.

## Rezeption
Im 17. Jahrhundert verfasste ein anonymer Autor die Schrift Theophrastus redivivus, in der er mit Berufung auf Theophrast, der sein Vorläufer sei, aus atheistischer Sicht Religionskritik übte.
Charles Plumier benannte Theophrast zu Ehren eine Pflanzengattung Eresia. Carl von Linné ändert später diesen Namen in Theophrasta. Sie zählt zur Unterfamilie der Theophrastoideae. Außerdem sind folgende Arten nach ihm benannt: Tarucus theophrastus, Abutilon theophrasti, Phoenix theophrasti, Hesperis theophrasti, Cerastium theophrasti, Fritillaria theophrasti und Tulipa theophrasti (heute ein Synonym zu Tulipa orphanidea).
Der Theologe und Philosoph Joseph Hall gab 1608 in der Tradition Theophrasts satirisch-moralistische Characters of Virtues and Vices heraus. Jean de La Bruyère bereicherte 1688 die Theophrastschen „Charaktere“ um die Darstellung sozialer Typen der eigenen Zeit: Les Caractères de Théophraste, traduits du grec, avec les caractères ou les mœurs de ce siècle („Die Charaktere von Th., aus dem Griechischen übertragen, mit den Charakteren oder Sitten unseres Jahrhunderts“).
Charakterskizzen im Sinne des von Theophrast begründeten Genres sind ferner: Characters (1614) von Thomas Overbury, The good and the badde, or Descriptions of the vvorthies, and vnworthies of this age Where the best may see their graces, and the worst discerne their basenesse. (1616) von Nicholas Breton, Microcosmography, or A Piece of the World discovered in Essays and Characters. (1628) von John Earle.
1974 veröffentlichte Elias Canetti Der Ohrenzeuge. Fünfzig Charaktere, 2022 Hanns-Josef Ortheil Charaktere in meiner Nähe.
Der Mondkrater Theophrastus wurde 1973 nach Theophrast benannt.
Auch das von Theodor Marcopoulos und Maria Economou 1980 beschriebene (publiziert 1981) Mineral Theophrastit wurde nach Theophrastos benannt.

## Schriften
- Eine seiner bedeutendsten Schriften sind die Charaktere, in der er Schwächen und Fehlverhalten des Menschen beschreibt und diese bestimmten Charakteren zuteilt.
  - Theophrasti Characteres. Hrsg. von Heinrich Eduard Foss. Teubner, Leipzig 1858 (Digitalisat).
  - Theophrasti Characteres. Hrsg. von Eugen Petersen. Breitkopf & Härtel, Leipzig 1859.
  - Theophrast’s Charaktere (= Griechische Prosaiker in neuen Übersetzungen. Band 300). Übersetzung von Carl Friedrich Schnitzer. Metzler, Stuttgart 1859. (Digitalisat).
  - Theophrasts Charaktere. Übersetzt und erläutert von Wilhelm Binder. Krais & Hoffmann, Stuttgart 1865 (Digitalisat).
  - Theophrasti Characteres. Hrsg. von Hermann Diels. (Oxford Classical Texts). Oxford 1909.
  - Theophrastus. Characters. Hrsg. von James Diggle (Cambridge Greek and Latin Classics). Cambridge 2022, ISBN 9781108831284.
  - Charaktere. Griechisch und deutsch (= Universal-Bibliothek. Nr. 619) Übersetzt und hrsg. v. Dietrich Klose. Mit einem Nachwort von Peter Steinmetz. Reclam, Stuttgart 1970, ISBN 3-15-000619-8.
  - Charaktere (= Insel-Bücherei. Nr. 971). Übertragen, mit Nachwort und Anmerkungen versehen sowie herausgegeben von Dietrich Ebener. Insel, Leipzig 1972.
  - Charaktere. Dreißig Charakterskizzen (= Insel-Taschenbuch. Band 2662). Übersetzt von Kurt Steinmann. Insel, Frankfurt am Main/Leipzig 2000, ISBN 3-458-34362-8.
  - Theophrast, Charaktere. Griechisch / Deutsch. (= Universal-Bibliothek. Nr. 14214) Hrsg. und übers. von Karsten Wilkens. Reclam, Stuttgart 2022, ISBN 978-3-15-014214-1.
- Historia plantarum. auf deutsch Naturgeschichte der Gewächse Hrsg. von Schneider, Leipzig 1818–1821, 5 Bde.; deutsch von Kurt Sprengel, Altona 1822, 2 Bde.
- Eine Gesamtausgabe des noch Vorhandenen von seinen Schriften (Theophrasti Eresii opera quae supersunt omnia) besorgte Friedrich Wimmer (Leipzig 1854–1862, 3 Bände, und einbändig in 2. Auflage Paris 1866).
- Theophrast, De odoribus [„Über die Gerüche“]. Herausgegeben, ins Deutsche übersetzt und kommentiert von Ulrich Eigler und Georg Wöhrle. Stuttgart 1993, ISBN 3-519-07486-9.
- Theophrast, De lapidibus. [„Über die Steine“ ist eine der einflussreichsten und meistrezipierten antiken Schriften zu Steinen.]
  - Theophrast, De lapidibus. Herausgegeben, eingeleitet, übersetzt und kommentiert von D. E. Eichholz. Oxford 1965.
  - Theophrast, Über die Steine. Altgriechisch/Deutsch in Überarbeitung und Herausgabe von Mag. Markus W. Benes, Wien 2020.
- Théophraste, Métaphysique. Texte établi et traduit par André Laks und Glenn W. Most. Les Belles Lettres, Paris 1993, ISBN 978-2-251-00422-8.
- Die Metaphysik Theophrasts. Ediert, übersetzt und kommentiert von Jörn Henrich. Saur, München und Leipzig 2000 (= Beiträge zur Altertumskunde. Band 139), ISBN 3-598-77688-8.
- Metaphysik (= Philosophische Bibliothek. Band 516). Griechisch-deutsch. Übersetzt und mit Anmerkungen herausgegeben von Gregor Damschen, Dominic Kaegi und Enno Rudolph. Mit einer Einleitung von Gregor Damschen und Enno Rudolph. Griechischer Text nach der Edition „Théophraste: Métaphysique“ von André Laks und Glenn W. Most. Meiner, Hamburg 2012, ISBN 978-3-7873-2169-8.
- Theophrast, Wind und Wetter (De ventis und De signis). Zweisprachige Ausgabe von Kai Brodersen. De Gruyter, Berlin 2022, ISBN 978-3-11-074403-3.